# 快閃店

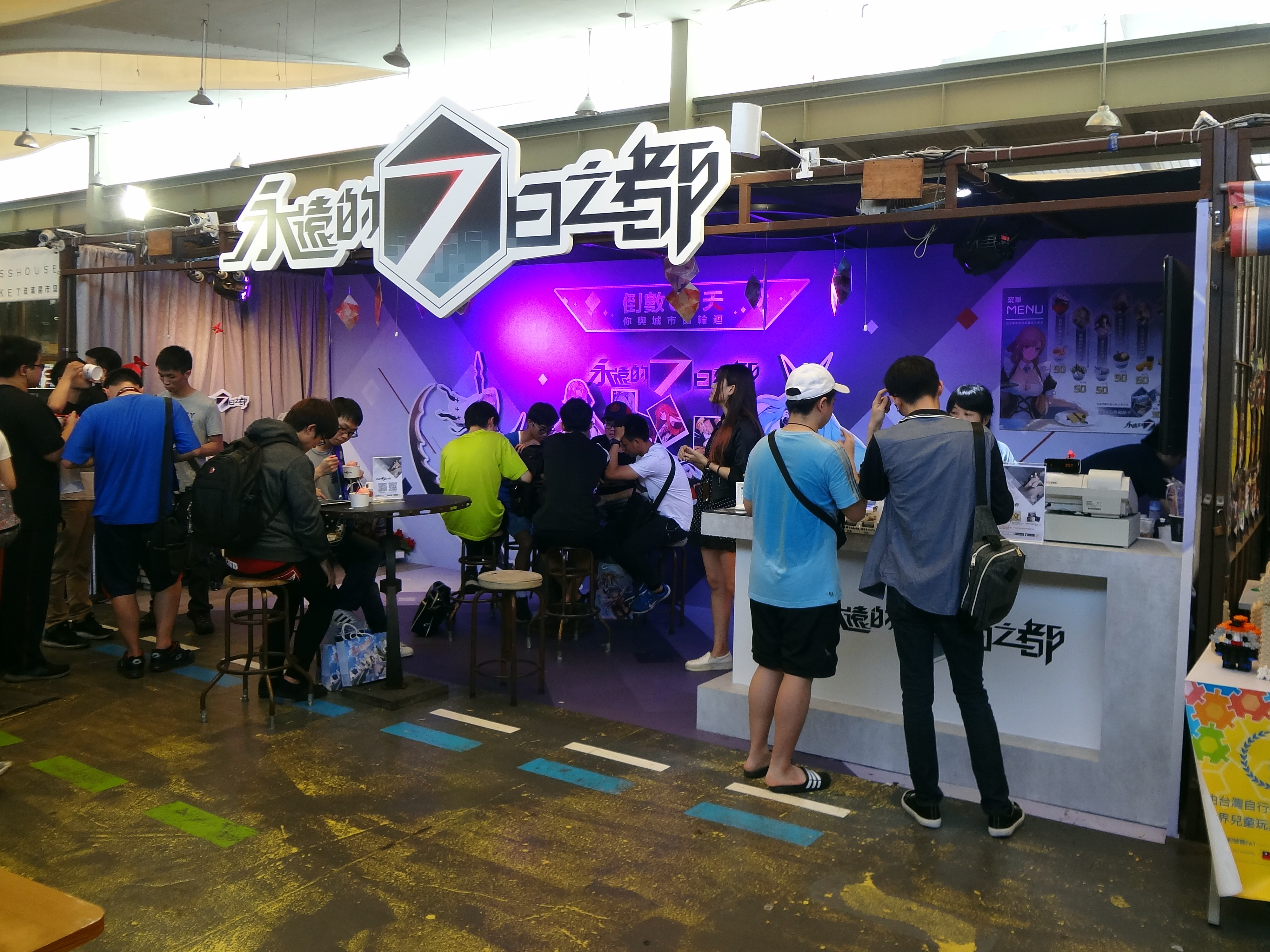
網路遊戲廠商於動漫展活動開立的快閃店。

快閃店是商家开设的短期销售場所，通常這些销售場所開設数天至数周后後就會關閉，有時主辦方在舉辦某些活動時會出現快閃店，活動結束後快閃店也會同步關閉。快閃店的雛形可以追溯到1298年的維也納以及稍晚出現的歐洲聖誕市場。現代快閃店从1997年的美國洛杉矶开始，逐步傳播至美国全國、加拿大、香港、日本、墨西哥、法国、德国、英国和澳大利亚等地。